# Джексон, Кэтрин
Кэ́трин Эстер Дже́ксон (англ. Katherine Esther Jackson, урождённая Скруз, род. 4 мая 1930) — американская писательница, автобиограф, наиболее известна как матриарх музыкальной семьи Джексонов и, в частности, мать певца Майкла Джексона и певицы Дженет Джексон. Вдова Джо Джексона.

## Дети
- См. Семья_Джексонов#Второе_поколение